# 皮埃尔·布莱士
皮埃尔·布莱士（法語：Pierre-Marc Blaise，1955年6月11日—1975年8月31日）是法国电影演员。他因在路易·马勒1974年的电影《拉孔布·吕西安》中扮演的同名角色而成名。作为非专业演员，被路易·马勒选中后，布莱士继续出演了另外三部电影——《大错乱》、《瓷婚》和《在古老的梯子下》——均于1975年上映。1975年，他在一场车祸中丧生，他的职业生涯戛然而止。

## 生活和事业
布莱士出生在法国的穆瓦萨克。
布莱士在路易斯·马勒1974年的电影《拉孔布·吕西安》中首次亮相。马勒一直在寻找一位非专业演员来出演，并相信伐木工布莱士会给这个角色带来极大的真实性。（《当代传记》在1977年评论这部电影时将布莱士称为“现实生活中的普罗旺斯农场男孩”。)布莱士从1000名候选演员中赢得了这个角色的过程中。继出演马勒的电影后，布莱士出演了三部电影，《大错乱》、《瓷婚》和《在古老的梯子下》，均于1975年上映。
《拉孔布·吕西安》上映一周年后，布莱士在一场车祸中丧生，年仅20岁。派对结束后，他开着一辆雷诺17 TS，这是他用演戏的钱买的。当时他失去了控制，在穆瓦萨克和迪尔福-拉卡普莱特之间的劳霍尔路上撞到了一棵梧桐树。车上他的朋友也同样身亡了。据《新闻周刊》报道，事故发生在车辆“在倾盆大雨中滑过一个弯道”之后。布莱士被安葬在塔恩-加龙的迪尔福-拉卡普莱特公墓。

## 作品
- 1974年，《拉孔布·吕西安》 路易斯·马勒导演
- 1975年，《大错乱》 丹尼斯·贝瑞导演
- 1975年，《瓷婚》 罗杰·科吉奥导演
- 1975年，《在古老的梯子下》 毛罗·博洛尼尼导演